# Chavannes-sur-Suran
Chavannes-sur-Suran korábbi község (település) Franciaországban, Ain megyében. 2017. január 1-jén Germagnat községgel egyesült és Nivigne et Suran új község része lett. Lakossága az egyesítéskor 804 fő volt.
Lakosainak száma 673 fő (2018. január 1.). Chavannes-sur-Suran Corveissiat, Germagnat, Pouillat, Simandre-sur-Suran, Treffort-Cuisiat, Bourcia és Val-Revermont községekkel határos.

## Népesség
A település népességének változása:
| Lakosok száma | 641  | 656  | 816  | 670  | 673  |
|               | 2013 | 2015 | 2016 | 2017 | 2018 |